# Хронологія російського вторгнення в Україну (травень 2022)
Хронологія російського вторгнення в Україну, травень 2022
Ця стаття є частиною Хронології широкомасштабного російського вторгнення в Україну за 2022 рік.
Про попередні події див. Хронологія російського вторгнення в Україну (квітень 2022)

## Загальне становище на 1 травня 2022 року
Для пришвидшення наступальної операції в Україні російські окупанти стягують до прикордонних з Україною районів залізничними шляхами зняте зі зберігання у Західному, Центральному, Східному військових округах та північному флоті озброєння і військову техніку.
На Волинському та Поліському напрямках противник активних дій не проводив. Суттєвих змін у ситуації на зазначених напрямках не відбулося.
Зберігається загроза завдання противником ракетних ударів по об’єктах військової та цивільної інфраструктури по всій території України з території республіки Білорусь, а також здійснення противником провокацій на зазначеній ділянці державного кордону України.
На Сіверському напрямку підрозділи ворога здійснили обстріли позицій наших військ з території Брянської області.
На Слобожанському напрямку угруповання противника продовжує завдавати авіаційні удари та вогневе ураження артилерією по Харкову. Окупанти проводять наступальні дії у напрямках Ізюм – Барвінкове та Ізюм – Слов’янськ. Триває посилення ударного угрупування противника. До визначених районів переміщено до 300 одиниць озброєння і військової техніки та прибуло близько тисячі мобілізованих осіб з тимчасово окупованих територій Донецької і Луганської областей. З метою протиповітряного прикриття наступаючих військ у чотирьох визначених районах противник розгорнув два зенітно-ракетних дивізіони озброєних ЗРК “Бук-М2” та ЗРК “Тор-М”.
На Донецькому і Таврійському напрямках угруповання військ противника веде активні дії уздовж всієї ділянки лінії зіткнення. Ворог намагається здійснювати авіаційні удари та вогневе артилерійське ураження позицій наших військ.
На Лиманському напрямку противник веде наступ у напрямку Кримки та Олександрівки.
На Попаснянському напрямку окупанти проводять штурмові дії на напрямку Новотошківське - Оріхове. Закріплюються на досягнутих рубежах. З метою недопущення маневру наших сил і засобів здійснюють їх блокування у визначених районах.
На Курахівському напрямку, за підтримки артилерії, ворог намагається прорвати оборону наших підрозділів на напрямку Оленівка - Новомихайлівка.
На Південнобузькому напрямку противник веде бойові дії з метою виходу на адміністративні межі Херсонської області та створення сприятливих умов для наступу на міста Миколаїв і Кривий Ріг.
За попередню добу підрозділами протиповітряної оборони уражено дев’ять повітряних цілей: два літака Су-25 та сім БпЛА. Тільки на території Донецької та Луганської областей за минулу добу відбито 9 атак ворога, знищено 8 танків, 1 артилерійську систему, 24 одиниці бойової броньованої техніки, 1 спеціальну машину та 5 автомобілів (два паливозаправники включно).
ЗСУ знову вдарили по окупованому Зміїному, знищено 42 окупантів. Крім того, на Херсонщині артилерійським вогнем українські воїни знищили ворожу станцію радіоелектронної боротьби "Реппелент-1".

## 1-10 травня

### 1 травня
На Слобожанському напрямку угруповання противника продовжує обстріли міста Харкова та н.п. Уди і Прудянка. На Ізюмському напрямку тривають наступальні дії ворога у напрямках Ізюм — Барвінкове та Ізюм — Слов'янськ. Противник продовжував обстріли наших військ. На Донецькому напрямку угруповання окупаційних військ веде наступальні дії практично вздовж всієї лінії зіткнення; вуличні бої в Оріховому під Лисичанськом.
З «Азовсталі» вдалося евакуювати близько 100 цивільних осіб.

### 2 травня

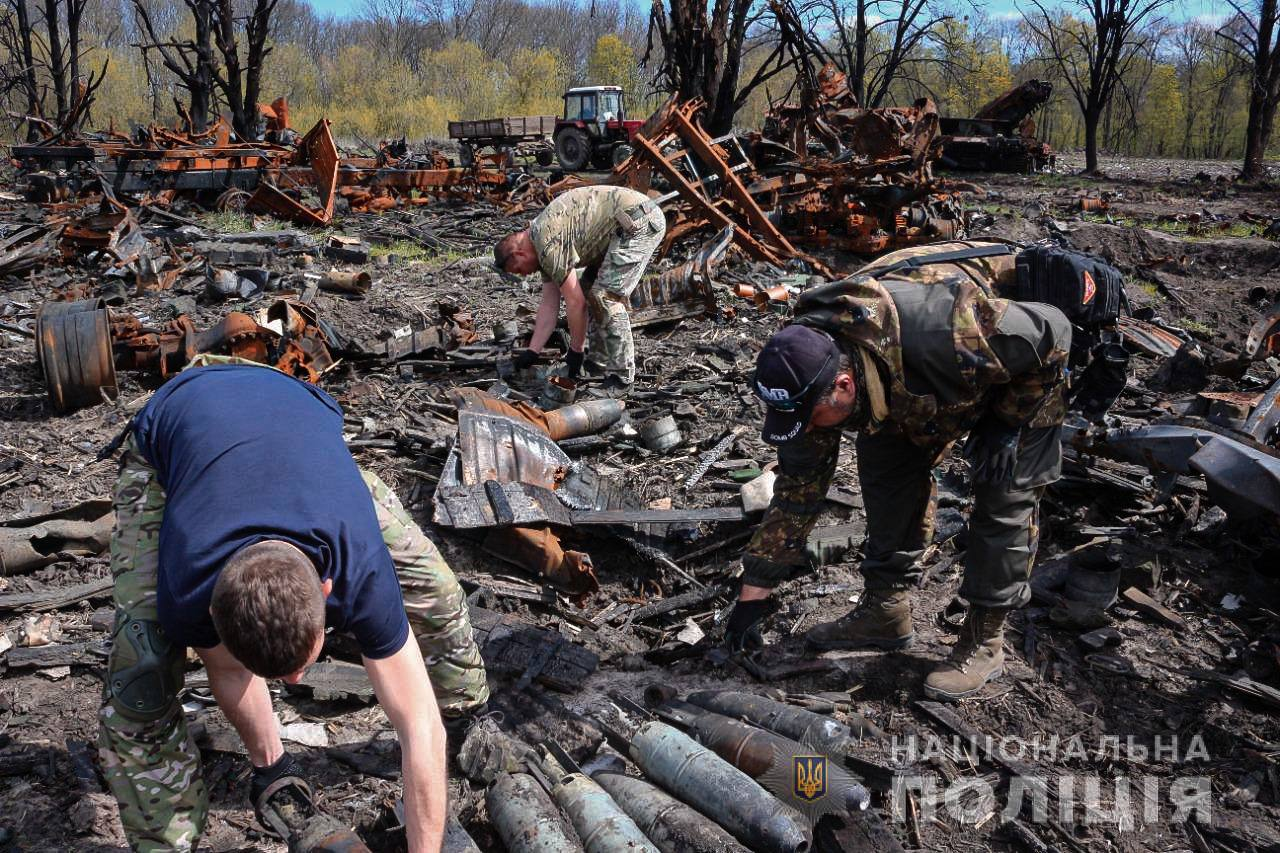
Збирання нерозірваних боєприпасів після боїв у Сумській області

На Донецькому напрямку основні зусилля ворога продовжують зосереджуватися на встановленні повного контролю над н.п. Рубіжне і Попасна та просуванні у напрямку міст Лиман і Слов'янськ. Обстріли Оріхова. Ракетні удари по об'єктам Харківської, Дніпропетровської, Запорізької, Луганської областей і м. Миколаєва.
Місцева влада Одеської області заявила , що російський ракетний удар влучив у стратегічно важливий міст через Дністровський лиман.
Україна заявила, що її безпілотники Bayraktar потопили два російські патрульні катери Raptor поблизу острова Зміїний. Міністерство оборони України також оприлюднило відео з теплової камери, на якій видно вибухи на двох малих військових суднах.

### 3 травня

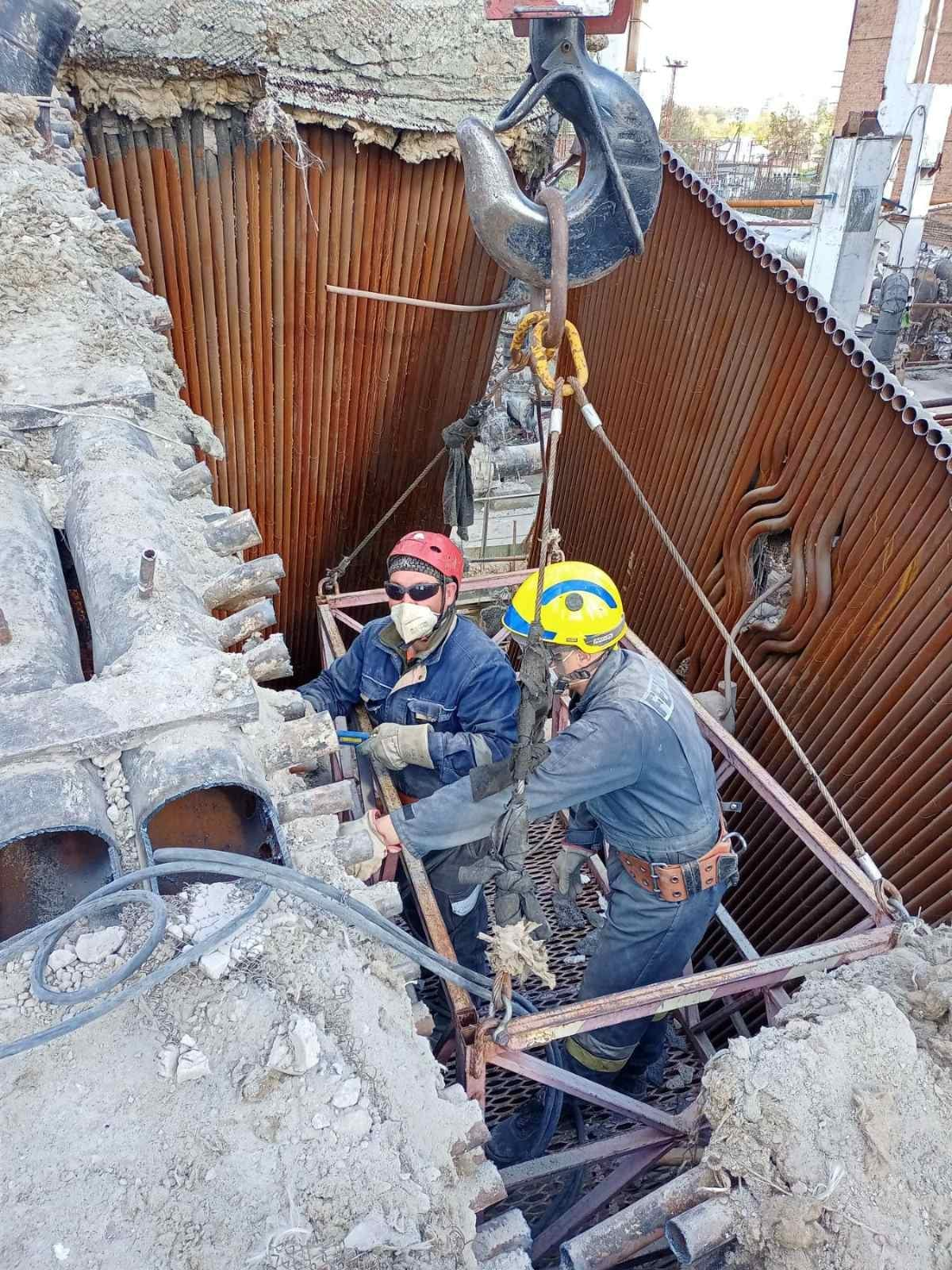
Розбирання завалів Охтирської ТЕЦ

На Ізюмському напрямку противник, силами окремих підрозділів зі складу 1-ї танкової армії, 20-ї загальновійськової армії Західного військового округу; 29-ї, 35-ї, 36-ї загальновійськових армій і 68-го армійського корпусу Східного військового округу та повітряно-десантних військ веде наступальні дії у напрямку Ізюм — Барвінкове. На Донецькому і Таврійському напрямках угруповання військ противника, силами окремих підрозділів 1-го і 2-го армійських корпусів, 8-ї та 58-ї загальновійськових армій Південного військового округу; 5-ї загальновійськової армії і тихоокеанського флоту Східного військового округу; 2-ї та 41-ї загальновійськових армій і 90-ї танкової дивізії Центрального військового округу та повітряно-десантних військ ведуть наступальні дії на визначеній ділянці лінії зіткнення. Основні зусилля противник продовжує зосереджувати на веденні наступу на Лиманському (Шандриголове), Сєверодонецькому, Попаснянському, Авдіївському та Курахівському напрямках з метою взяття під повний контроль населених пунктів Рубіжне, Попасна та розвитку наступу у напрямках на Лиман, Сіверськ та Слов'янськ. В місті Маріуполь ворог продовжує блокувати підрозділи наших військ в районі заводу «Азовсталь». На Південнобузькому напрямку противник силами 8-ї та 49-ї загальновійськових армій, 22-го армійського корпусу, берегових військ чорноморського флоту Південного військового округу та повітряно-десантних військ веде бойові дії з метою покращення тактичного положення, продовжує обстріли підрозділів наших військ. Атакує Оріхів.
Випущено 18 ракет по залізничній інфраструктурі у Львові, Кіровоградській (Долинське), Київської, Вінницькій, Дніпропетровській (Кам'янське), Закарпатській (Воловець), Одеській (Арциз) областях.
Обстріляно Харків, Золочів, Вугледар, Авдіївку, Краматорськ.
Повідомляється про 156 цивільних осіб, евакуйованих з Азовсталі.
У Києві станом на 3 травня поновили роботу 32 дипломатичних місії.
Голова ОВА Сумської області Дмитро Живицький заявив, що за ніч Росія обстріляла три села області, втрат немає.

### 4 травня
Ворог обстрілював Харків та н.п. Протопопівка із артилерії та мінометів; намагався вести наступальні дії у напрямку с. Довгеньке, на Лиманському напрямку — у напрямку с. Шандриголове, Окупанти здійснювали штурмові дії в районі Попасної. В Маріуполі російські окупанти прорвались на територію Азовсталі, продовжують завдавати авіаційних ударів та здійснюють вогневе ураження заводу. На Запорізькому напрямку ворог проводив штурмові дії у напрямку м. Оріхів. На Південнобузькому напрямку активізував бойові дії у районі с. Томина Балка.
Ворог завдав ракетних ударів по об'єктах Дніпра (міст через Дніпро), Броварів, Миколаєва.

### 5 травня
На Донецькому напрямку противник намагався оволодіти Попасною, взяти під повний контроль місто Рубіжне, веде активні бойові дії на території Азовсталі в Маріуполі, обстріли на південь від Ізюма, Криворізького і Синельниківського районів, Миколаєва. Повітряний удар по Краматорську.
Головнокомандувач ЗСУ Валерій Залужний повідомив, що ЗСУ перейшли в контрнаступ на Харківському та Ізюмському напрямках, у той час як росіяни перемістили основні свої зусилля на Луганський напрямок, де в районі Попасної, Кремінної та Торського тривають запеклі бої.
Також окупаційні війська втратили контроль над кількома населеними пунктами на межі Миколаївської та Херсонської областей.
В Іспанії затримано проросійського політичного блогера Анатолія Шарія, якого СБУ підозрює у державній зраді.

### 6 травня

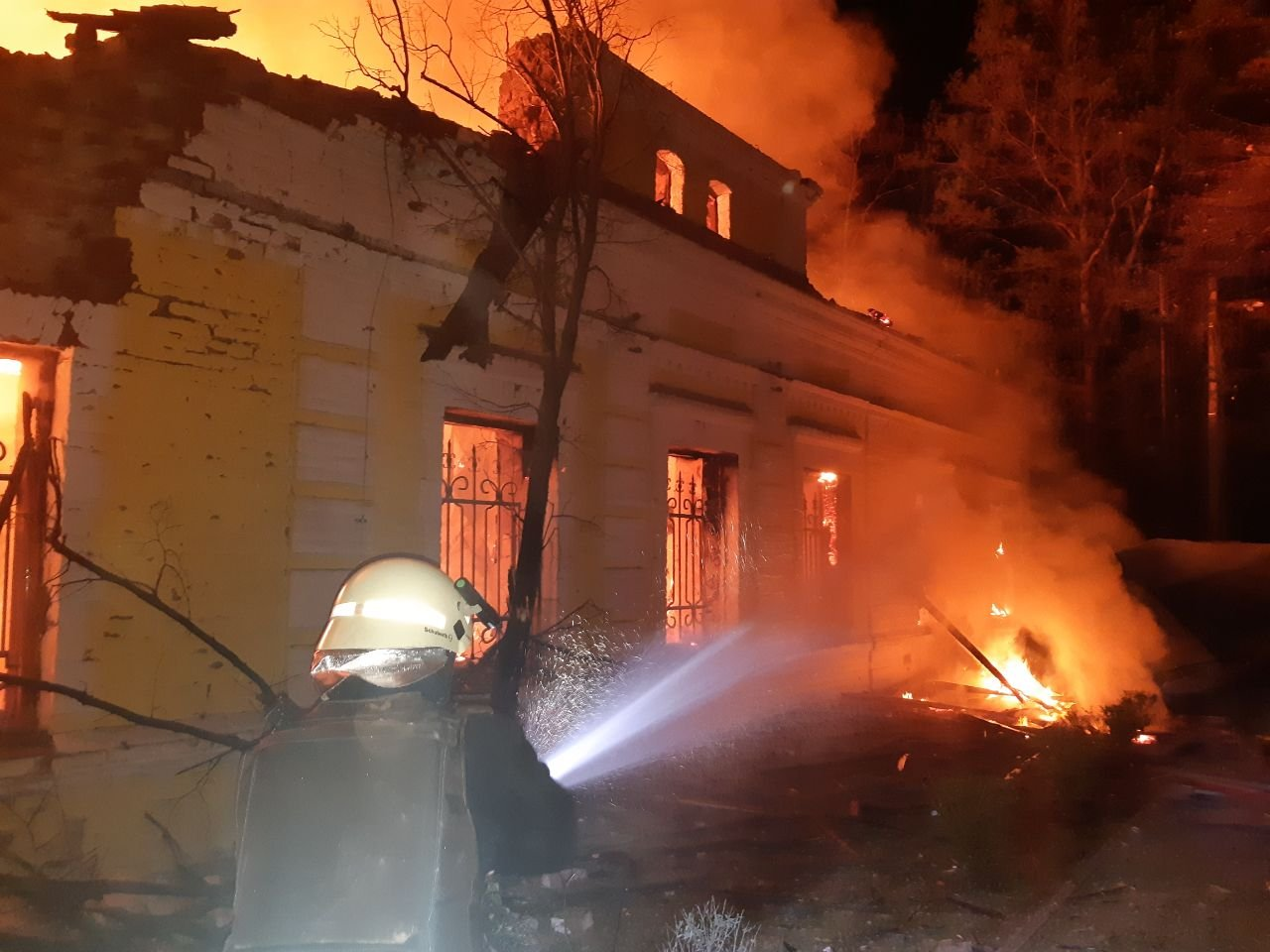
Будинок-музей Г.Сковороди, знищений російським обстрілом 06.05.2022

У Харківській області ворог вів наступ у напрямку н.п. Нова Дмитрівка. Підрозділами Сил оборони України відновлено контроль над н.п. Олександрівка, Федорівка, Українка, Шестаково, Перемога та частиною села Черкаські Тишки.
На Лиманському напрямку ворог вів штурмові дії у напрямку с. Шандриголове. На Сєвєродонецькому напрямку намагався встановити контроль над н.п. Рубіжне та Воєводівка, успіху не мав. На Попаснянському напрямку проводив штурмові дії у напрямку н.п. Нижнє.
Обстріляно Снігурівку.
Україна заявила, що російський фрегат "Адмірал Макаров", який входить до складу Чорноморського флоту, був збитий українською протикорабельною крилатою ракетою «Нептун», внаслідок чого корабель загорівся. Одеське видання "Думська" повідомляє, що російські війська направили гелікоптери для порятунку екіпажу корабля. Радник президента України Антон Геращенко стверджував, що на допомогу адміралу Макарову були направлені кораблі ВМС Росії, які дислокуються в Криму.
Голова ОВА Харківської області Олег Синєгубов повідомив про численні обстріли, один з яких спричинив пожежу, яка знищила Літературно-меморіальний музей Григорія Сковороди.

### 7 травня

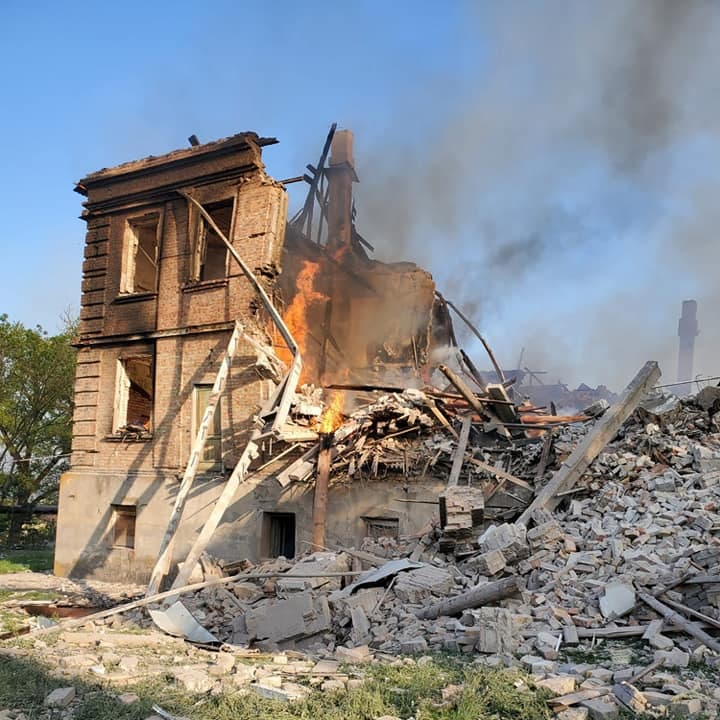
Школа в Білогорівці, де переховувались люди, після російського удару 07.05.2022

Ворог намагався наступати на с. Полтавка на схід від Гуляйполя, на Рубіжне, с. Вірнопілля під Ізюмом, закріпився в північній частині с. Шандриголове на Донеччині, але залишив с. Циркуни на Харківщині. ЗСУ завдало повітряного удару по силам і засобам окупантів на о. Зміїний, пошкоджено катер.
Повітряні удари по Дружківці, Малотаранівці (Краматорськ), Бахмуту, Краснограду, Карлівці, Одесі, смт Білогорівка на Луганщині (загинуло близько 60 осіб, які переховувалися у підвалі школи), обстріли Донецької, Сумської і Харківської (Богодухів) областей, Привілля.
Повідомлено, що з підвалів «Азовсталі» станом на 7 травня вдалося евакуювати до с. Безіменне всіх дітей, жінок і старих — всього біля 300 осіб.

### 8 травня

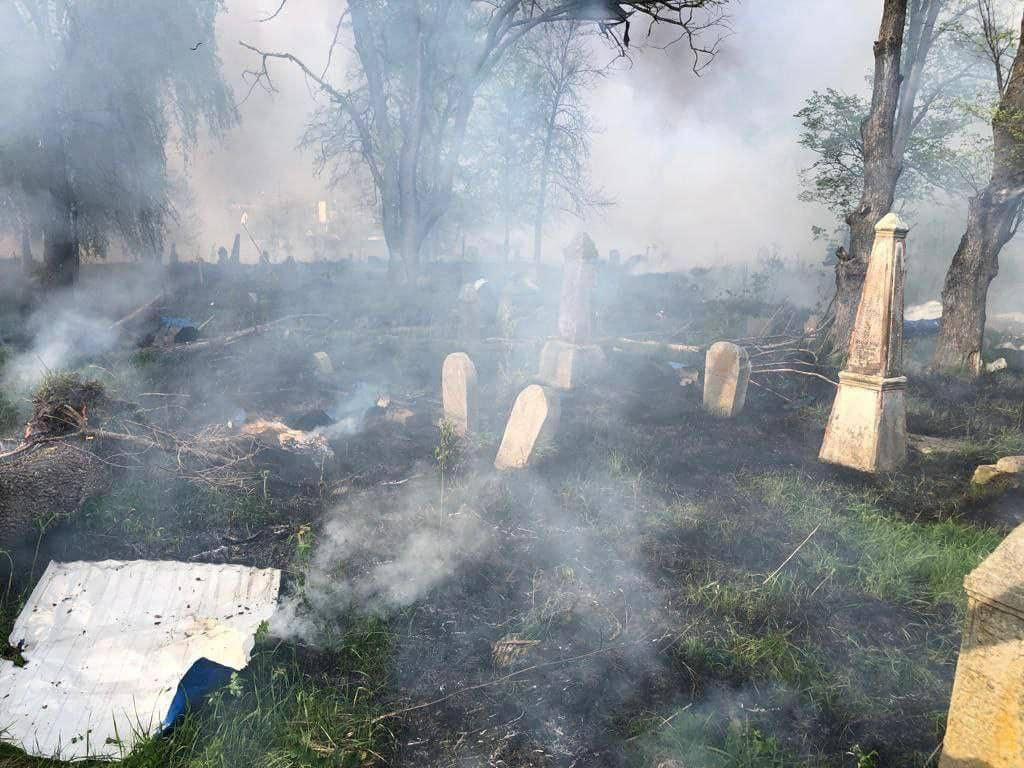
Єврейський цвинтар у Глухові після обстрілу 8 травня

На Ізюмському напрямку ворог підрозділами зі складу 1-ї танкової армії, 20-ї загальновійськової армії західного військового округу та 29-ї, 35-ї, 36-ї армій, 68-го армійського корпусу східного військового округу та повітряно-десантних військ основні зусилля зосереджує на підготовці до продовження наступу на напрямках Сулигівка — Нова Дмитрівка та Сулигівка — Курулька.
На Лиманському напрямку силами окремих підрозділів зі складу 90-ї танкової дивізії намагався взяти під повний контроль населений пункт Олександрівка, а також за підтримки артилерії закріпитись в північній околиці с. Шандриголово.
На Сєвєродонецькому напрямку ворог намагається оволодіти населеним пунктом Рубіжне.
На Попаснянському напрямку намагається зайняти позиції в Попасній та взяти під контроль ділянку автошляху Попасна — Бахмут. Повідомлено про відхід ЗСУ з Попасної.
Веде наступ у напрямку н.п. Новоселівка, тривають бої.
На Курахівському напрямку намагається покращити тактичне положення у напрямку н.п. Новомихайлівка.
На Новопавлівському та Запорізькому напрямках ворог активізував ведення повітряної розвідки в районах населених пунктів Оріхів, Гуляйполе, Комишуваха, Ясна Поляна.
На Південнобузькому напрямку противник силами до 15 батальйонних тактичних груп намагається утримати зайняті позиції.
Повітряні удари по Одесі і Лисичанську, обстріляно с. Шандриголове під Лиманом.
Представники «Азову» з Азовсталі дали онлайнову прес-конференцію, де наголосили на проблемах евакуації і вільного заходу окупантів з Криму через Перекоп і Чонгар 24.02.2022.
Повідомлено про відновлення роботи у Києві посольств США та Канади.
Міністр оборони Великої Британії Бен Воллес заявив, що Володимир Путін, його генерали та найближче політичне оточення «дзеркалять фашизм» нацистської Німеччини через вторгнення в Україну.

### 9 травня

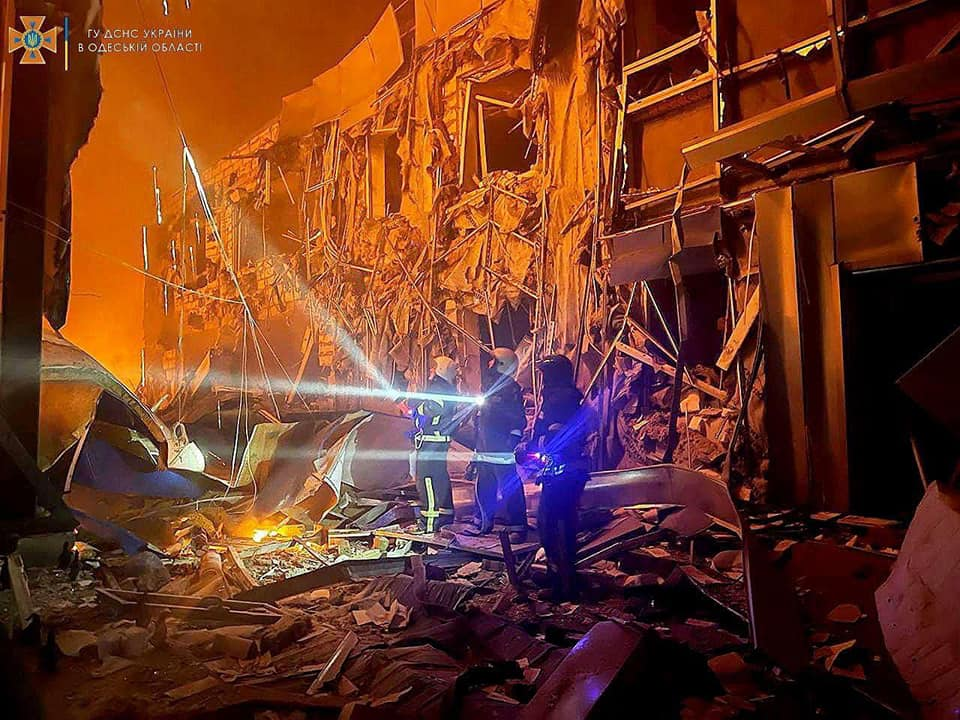
Торговельний центр біля Одеси, обстріляний 09.05.2022

Бої на Азовсталі, у Рубіжному і Білогорівці, де знищено ворожий плацдарм; атаки на Олександрівку і Шандриголове під Лиманом. Тривають бої за населені пункти Воєводівка, Тошківка та Нижнє Сєвєродонецького району Луганської області, а також Камʼянка Ясинуватського району Донецької області. Спроби форсувати Сіверський Донець біля Білогорівки.
В Маріуполі ворог артилерією та ударами авіації (за добу 34 авіанальоти) продовжує знищувати інфраструктуру заводу «Азовсталь». Тривають бойові дії.
Повітряні удари по Слов'янську, Одесі і Одеській області (Затока, Арциз). Обстріли прикордонних районів Сумської області і Зеленодольської громади. Припинення щоденних обстрілів Харкова.
В Херсоні і Маріуполі окупанти організували святкування «9 травня».
Президент США Джо Байден підписав закон про ленд-ліз для України.
Голова Луганської ОВА Сергій Гайдай заявив, що українські війська відійшли від Попасної на більш міцні позиції.

### 10 травня
На Сєвєродонецькому напрямку тривають безуспішні спроби встановлення контролю над Рубіжним. Ворог здійснює штурмові дії в районах н.п. Нижнє, Тошківка, Оріхове Луганської області. Триває зачистка Білогорівки на Луганщині.
Противник намагається закріпитись в районі с. Олександрівка, здійснює штурмові дії в районі с. Шандриголове Донецької області.
На Донецькому напрямку окупанти здійснювали спробу штурмових дій у напрямках міста Марʼїнка, н.п. Камʼянка Ясинуватського району та Новомихайлівка Покровського району. В місті Маріуполь противник за підтримки вогню артилерії та танків проводить штурмові дії в районі заводу «Азовсталь».
На Харківщині звільнено н.п. Черкаські Тишки, Руські Тишки, Рубіжне та Байрак.
Ракетний удар по Одесі. Обстріли Зеленодільської ОТГ.

## 11-20 травня

### 11 травня

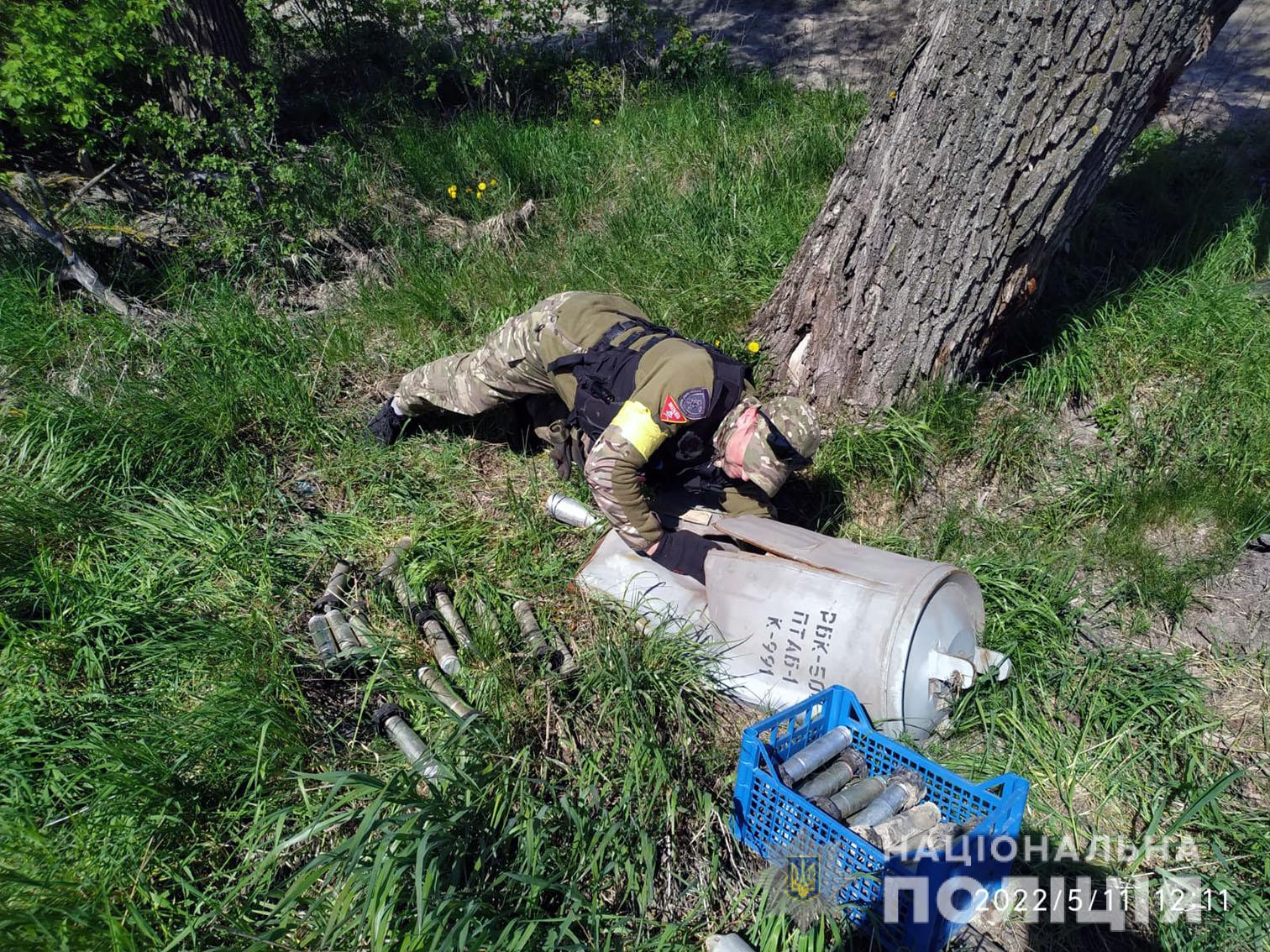
Знешкодження російської касетної бомби в Чернігівській області

Повідомлено про звільнення с. Питомник на північ від Харкова.
На Лиманському напрямку ворог форсував Сіверський Донець. У напрямку на Сіверськ веде наступ в бік Зеленої Долини і Новоселівки.
На Сєвєродонецькому напрямку противник веде наступ у напрямку Кудряшівка, Сєвєродонецьк.
На Бахмутському напрямку ворог веде штурмові дії у напрямку Первомайськ, Комишуваха.
На Авдіївському напрямку противник веде штурмові дії у напрямку Новобахмутівка та Новокалинове.
На Курахівському напрямку ворог наступає у напрямках Степне — Новомихайлівка, Славне — Новомихайлівка та Олександрівка — Мар'їнка.
В Маріуполі основні зусилля окупантів зосереджені на блокуванні та спробах знищення наших підрозділів в районі заводу «Азовсталь», за добу здійснено 38 авіанальотів.
Обстріли Зеленодільської ОТГ.
Оприлюднено втрати НГУ с початку вторгнення: 501 загиблий і 1697 поранених.
Палата представників конгресу США погодила виділення Україні допомоги 40 млрд.дол.

### 12 травня
На Лиманському напрямку ворог намагається захопити ділянку місцевості на правому березі річки Сіверський Донець та закріпитись в районі с. Олександрівка. Здійснював штурмові дії у напрямку н.п. Новоселівка, успіху не має. На Сєвєродонецькому напрямку противник продовжує штурмові дії в районі с. Воєводівка.
Авіаудар по Новгород-Сіверському - троє загиблих і 12 поранених; ракетні удари по Кременчуцькому НПЗ, Одесі, Миколаєву, Запоріжжю, Харківському аеропорту; обстріли Зеленодільської ОТГ, Дергачів.
Захисники Маріуполя продовжують контратакувати попри повне оточення на Азовсталі. Україна веде переговори про обмін 38 важко поранених бійців на полонених росіян.
ЗСУ біля о. Зміїний знищили російське судно, ймовірно корабель тилового забезпечення проєкту 23120 Всеволод Бобров чи Ельбрус.
Верховна Рада схвалила примусове вилучення активів росії. Зокрема, буде вилучено 99 % акцій Промінвестбанку, що належить російському ВЕБ рф, і 100 % акцій Міжнародного резервного банку, що належать Сбербанку.

### 13 травня
Посилення бойових дій на Луганщині, навколо Лиману, на «Азовсталі». Підрозділи противника обстрілювали позиції наших військ в районах н.п. Петрівка, Питомник, Руські Тишки та Тернова північніше Харкова.
На Слов'янському напрямку противник основні зусилля зосереджував на наступі в районі н.п. Богородичне. Вів артилерійські обстріли по районах н.п. Нова Дмитрівка і Краснопілля. Здійснив авіаудари по районах н.п. Долина та Адамівка, також обстрілював н.п. Довгеньке, Долина та Гусарівка.
На Донецькому і Таврійському напрямках окупанти намагалися встановити контроль над н.п. Новоселівка Друга, Кам'янка, Мар'їнка, Новомихайлівка, і покращити тактичне положення в районах н.п. Комишуваха, Красногорівка, Костянтинівка і Побєда.
На Лиманському напрямку ворог безуспішно намагається закріпитись в районі с. Олександрівка.
На Сєвєродонецькому напрямку здійснює активний вогневий вплив в районі м. Рубіжне.
На Бахмутському напрямку противник вів штурмові дії у напрямках н.п. Золоте та Комишуваха. Здійснює обстріли н.п. Тошківка та Оріхове.
На Авдіївському напрямку, за підтримки артилерії, веде наступальні дії у напрямках н.п. Кам'янка та Новоселівка.
Росіяни намагаються закріпитися на о. Зміїний, розмістити там засоби ППО.
Ракетні обстріли Лозової, прикордонного с. Очкине на Сумщині.

### 14 травня

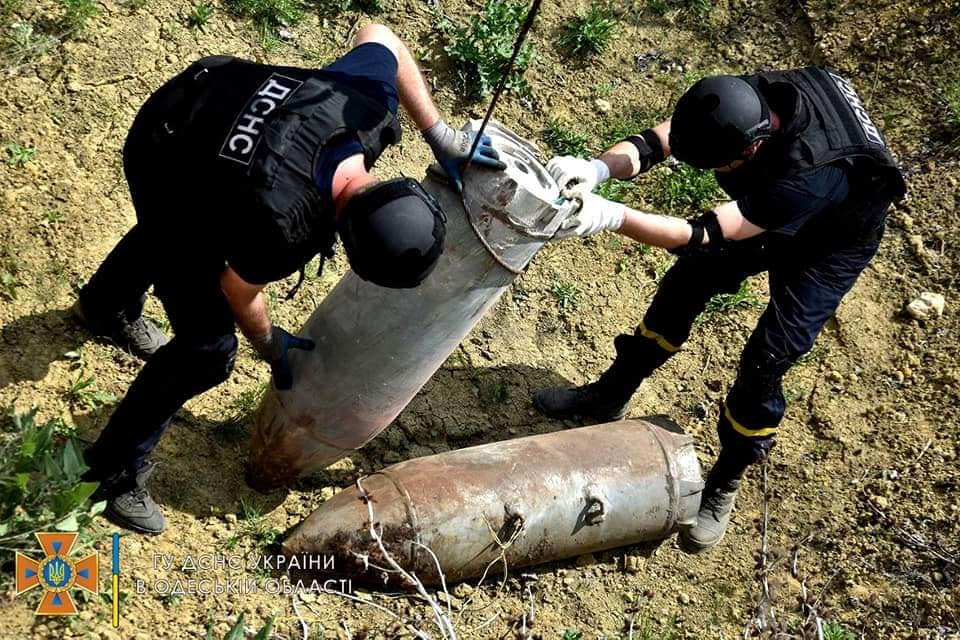
Знешкодження авіабомб ФАБ-500, що не вибухнули, в Одеському районі

Часткове просування ЗС РФ під Авдіївкою і в Рубіжному (майже захоплено). Повідомляється про витіснення росіян з району північніше Харкова і про контратакуючі дії ЗСУ на Ізюмському напрямі.
Окупанти вперше скинули на «Азовсталь» фосфорні бомби. Ракетний обстріл Кременчуцької ТЕЦ.

### 15 травня
На Сєвєродонецькому напрямку ворог, вів бойові дії в районі н.п. Тошківка. В районі Борівського окупанти зазнали втрат та відступили. Бої в селищах Щедрищеве і Воронове.
На Бахмутському напрямку тривають бойові дії в районі Комишувахи.
На Авдіївському напрямку противник вів бойові дії в районі н.п. Піски та Новокалинове. На Курахівському напрямку вів наступальні дії.
У Маріуполі ворог основні зусилля продовжує зосереджувати на блокуванні та ураженні наших підрозділів в районі заводу «Азовсталь». Завдає масованих артилерійських та авіаційних ударів.
На Харківському напрямку російські окупанти систематично обстрілювали н.п. Руські Тишки, Тернова та Петрівка. Безуспішно намагаються вести наступальні дії в районах н.п. Довгеньке та Богородичне. Батальйон 127 бригади ТрО вийшов на ділянку державного кордону на північ від Харкова.
Вранці росіяни нанесли ракетний удар по військовому об'єкту в Яворівському районі на Львівщині.
Президент Фінляндії Саулі Нійністе вранці оголосив, що його країна подає заявку на членство в НАТО.

### 16 травня
На Харківському напрямку ворог намагався вести бойові дії в напрямку села Тернова. В Ізюмі українська артилерія знищила склад боєприпасів ворога.
В результаті вогневого ураження Силами оборони ворожих складів в місті Ізюм знищено значний запас боєприпасів.
На Лиманському напрямку ворог вів наступальні дії в районі м. Лиман, с. Шандриголове, смт Дробишеве
На Сєвєродонецькому напрямку окупанти вели бої в районі н.п. Борівське, Сиротине
На Авдіївському напрямку ворог діяв в напрямку н.п. Суха Балка, Кам'янка.
На Бахмутському напрямку противник веде бойові дії в районах н.п. Тошківка, Пилипчатине, Вискрива. В районі Гірського російські окупанти зазнали втрат та відійшли.
На Курахівському напрямку ворог атакував в районі Марʼїнки, Новомихайлівки (за деякими даними зайшов до н.п.), Вугледара.
На Новопавлівському та Запорізькому напрямках ворог здійснював вогневе ураження цивільної інфраструктури в районах н.п. Времівка, Новосілка, Мала Токмачка та Новоандріївка, Кам'янське, Оріхів та Гуляйполе. Завдав авіаційного удару по с. Малинівка.
На Південнобузькому напрямі ворог обстрілював Лимани, Таврійське, Трудолюбівка і Осокорівка. Сили оборони України здійснили вогневе ураження польового складу боєприпасів противника в районі с. Давидів Брід.
Атака росіян на дільниці кордону у Сумській області (с. Білокопитове)

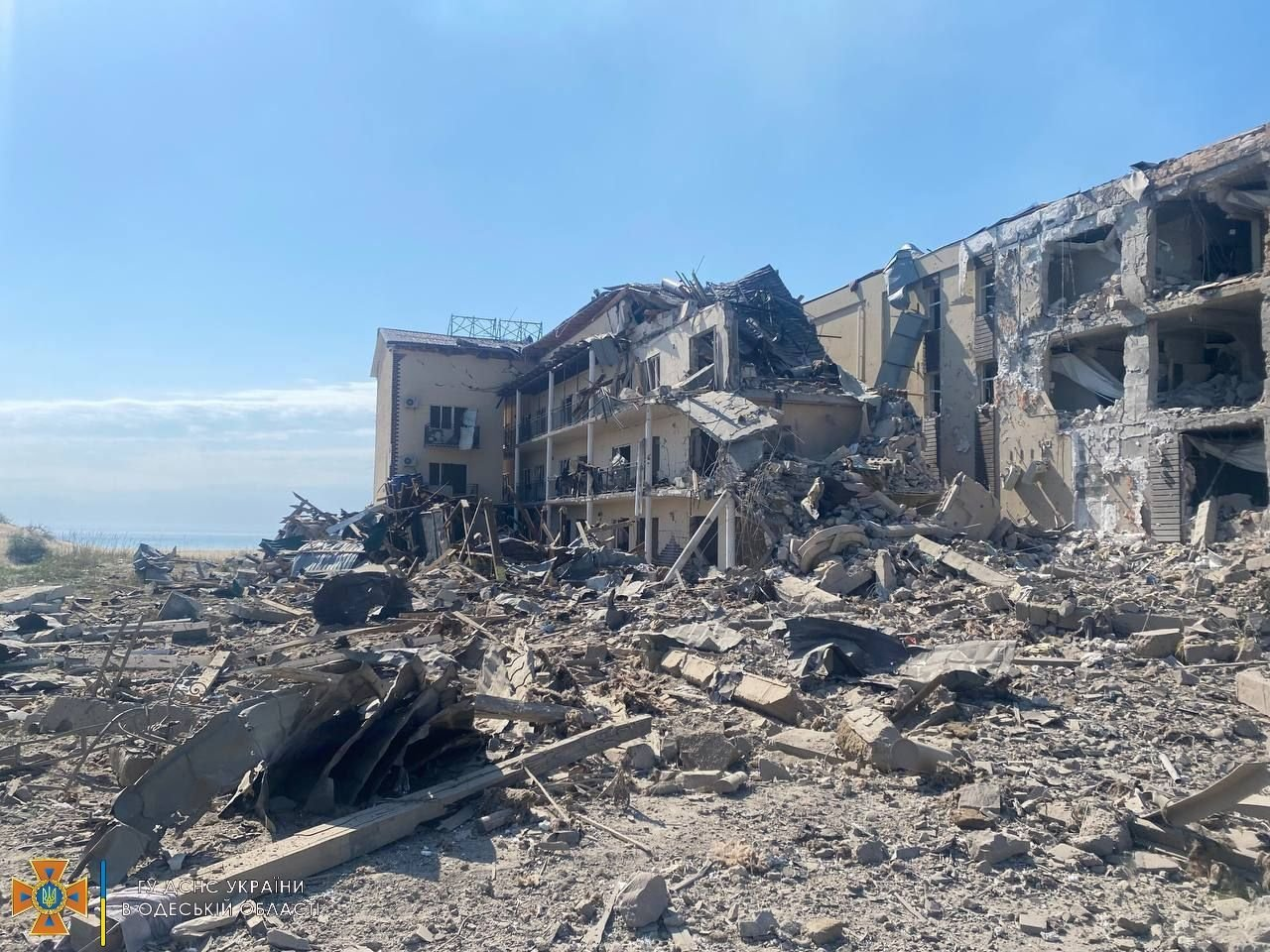
Зруйнований туристичний об'єкт в Одеській області

Ракетні обстріли Миколаєва і Одеської області (район Затоки). Обстріли прикордонних районів Чернігівської області (н.п. Миколаївка), Миколаївської області (Олександрівка, Шевченкове і Нововоронцовка). Донецької області (Краматорськ, Дружківка, «Азовсталь»), Сєвєродонецька.
Повідомлено, що розпочалася евакуація 53 важкопоранених військовослужбовців з «Азовсталі». Їх доставлено до медичного закладу у Новоазовську. Ще 211 захисників через гуманітарний коридор були евакуйовані до Оленівки з подальшим поверненням їх на підконтрольну Україні територію через процедуру обміну. У той же час російська сторона заявляє про здачу в полон без обміну.

### 17 травня

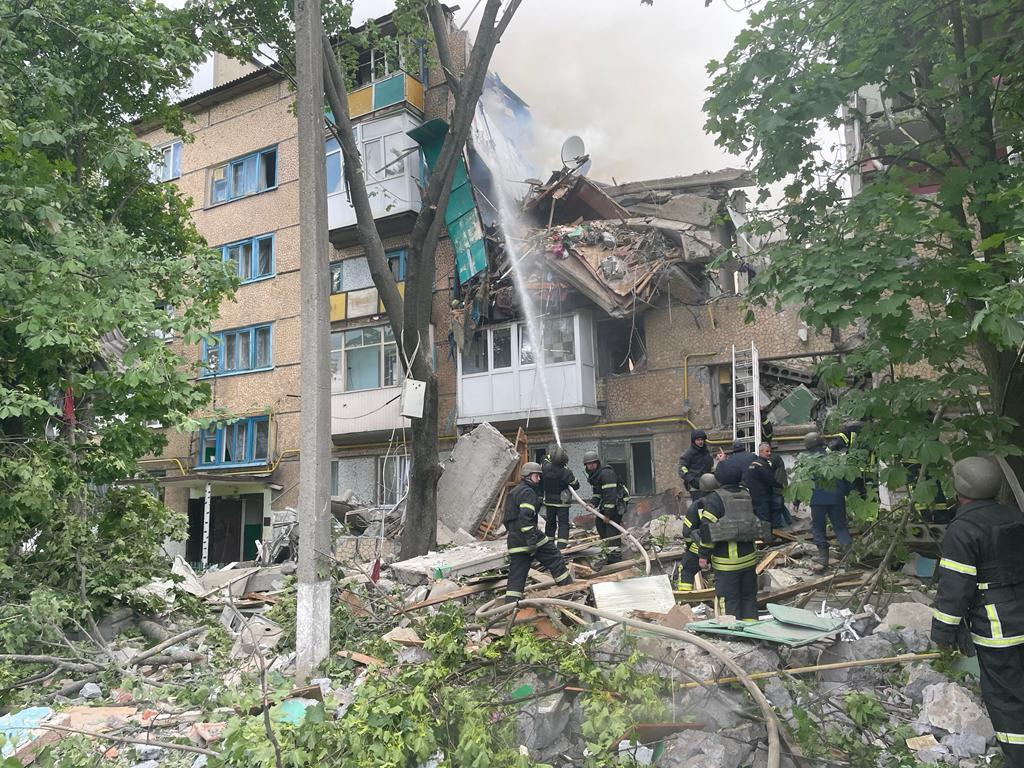
Бахмут після обстрілу 17.05.2022

На Слов'янському напрямку ворог здійснює наступ на населений пункт Довгеньке.
На Донецькому напрямку ворог продовжує наступ на Лиманському, Сєвєродонецькому, Бахмутському, Авдіївському та Курахівському напрямках.
На Лиманському напрямку противник вів наступ на н.п. Дробишеве.
Ракетний удар по залізниці у Яворівському районі Львівської області, по навчальному центру ЗСУ у смт. Десна (загинуло 87 осіб), Охтирці. Обстріли прикордонних районів Чернігівської, Сумської, Харківської (Циркуни, Руські Тишки, Черкаські Тишки та Питомник) областей, «Азовсталі» в Маріуполі.
МО РФ заявило, що з «Азовсталі» вийшло за добу 694 захисника. Всього з 16 травня з заводу вийшло 959 осіб, зокрема, 51 важкопоранений.

### 18 травня

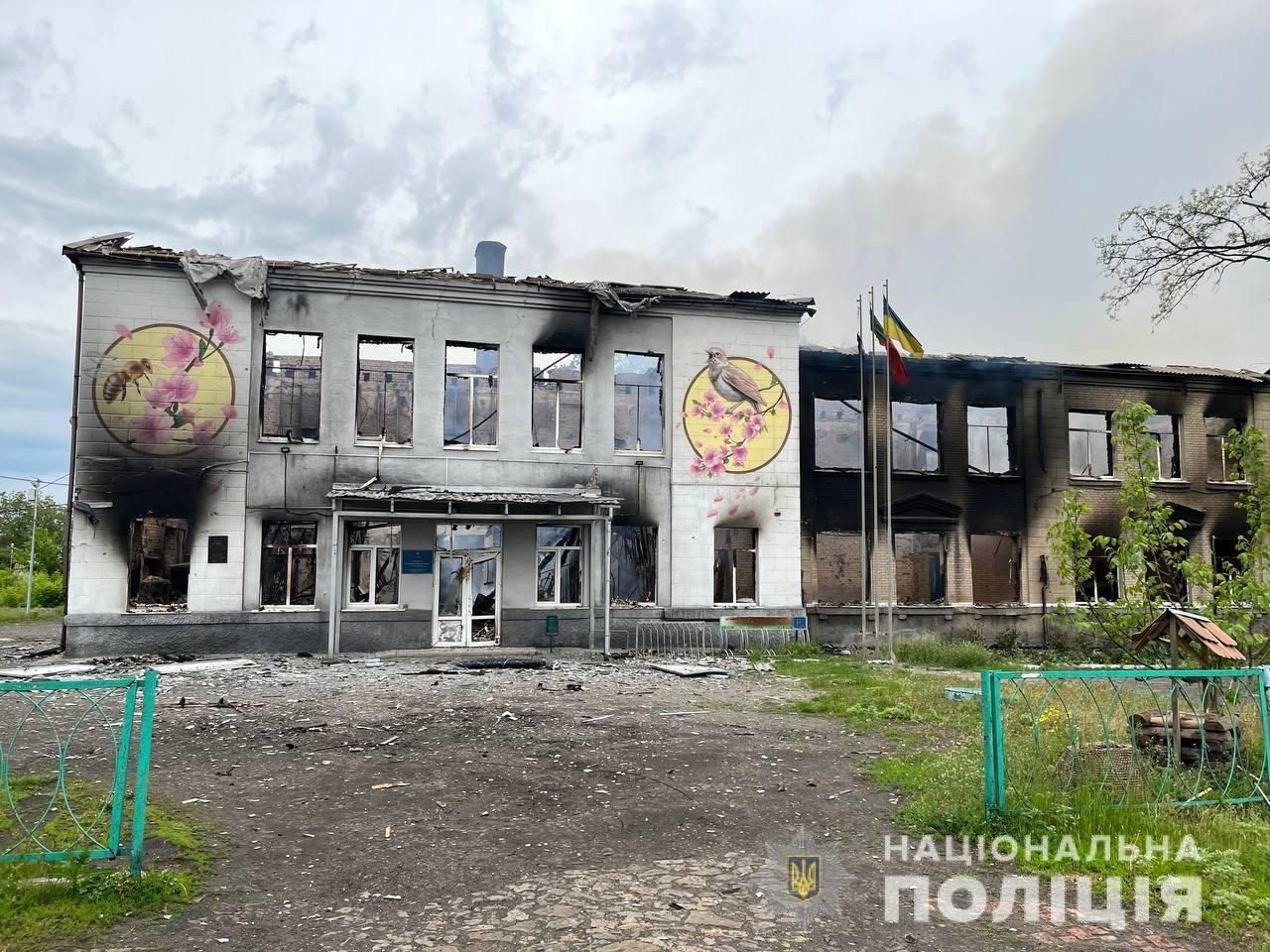
Школа №1 Авдіївки, зруйнована російським обстрілом фосфорними боєприпасами 18.05.2022

На Слов'янському напрямку ворог вів бойові дії в районі н.п. Довгенькое, Велика Комишуваха. На Сєвєродонецькому напрямку окупанти вели наступ в районі н.п. Устинівка, Нижнього. На Бахмутському напрямку противник намагався вести штурмові дії в районі н.п. Катеринівка, Золоте-4. На Авдіївському напрямку ворог вів наступальні дії в районі н.п. Новоселівка, Новобахмутівка, Веселе, Юр'ївка, Новокалинове та Первомайське. На Курахівському напрямку ворог безуспішно вів наступ в районі н.п. Побєда, Новомихайлівка. На Новопавлівському та Запорізькому напрямках вогнем артилерії і мінометів уражав інфраструктуру в районах н.п. Новоандріївки, Кам'янського, Оріхова, Ольговського та Полтавки; Гуляйпільське, Новоданилівка, Малинівка та Гуляйполе. На Південнобузькому напрямку ворог здійснював обстріли із мінометів, ствольної та реактивної артилерії в районах н.п. Лупареве, Посад-Покровське, Висунськ, Осокорівка; Лимани, Пришиб, Трудолюбівка та Нововоронцовка.
ЗСУ звільнили с. Дементіївка на північ від Харкова.
Ракетний удар по транспортній інфраструктурі у Дніпрі. Обстріли росіянами м. Лиман, смт Дробишеве, с. Ярова, Авдіївки, прикордонних районів Сумської області, а також с. Янжулівка у Чернігівській області.

### 19 травня
Бої в районі н.п. Тернова та Веселе (Харківська область).
На Сєверодонецькому напрямку — бої в районі Сєвєродонецька і Тошківки. На Бахмутському напрямку — бої в районі н.п. Вискрива, Володимирівки та Василівки, Олександропілля. На Авдіївському напрямку — штурмові та наступальні дії в районі н.п. Веселе. На Курахівському напрямку — масовані артилерійські обстріли, спроби наступу в районах Новомихайлівки та Олександрівки, На Новопавлівському та Запорізькому напрямках артобстріли, спроби наступу в районі н.п. Новодарівка.

Ракетний удар по Бахмуту. Обстріли півночі Харківської області (поблизу Руських Тишків), на Слов'янському напрямі — в районі н, п. Довгеньке, Велика Комишуваха і Долина, на Лиманському напрямі — н.п. Діброва та Закітне.
New York Times в редакційній статті виклало думку, що повернення Україною територій, захоплених Росією з 2014 року, не є такою метою, яка може бути досягнута і Україні, з урахуванням можливого зниження підтримки з боку Заходу, треба готуватись до компромісів, тобто територіальних поступок

### 20 травня
Обстріли, спроби штурмових дій у Донецькій і Луганській областях, зокрема, в напрямку Новомихайлівки. Підготовчі дії росіян до переправи через Сіверський Донець.
Російська сторона повідомила, що всі захисники Азовсталі залишили завод.
Повітряні удари по с. Циркуни і м. Лозова на Харківщині.

## 21-31 травня

### 21 травня

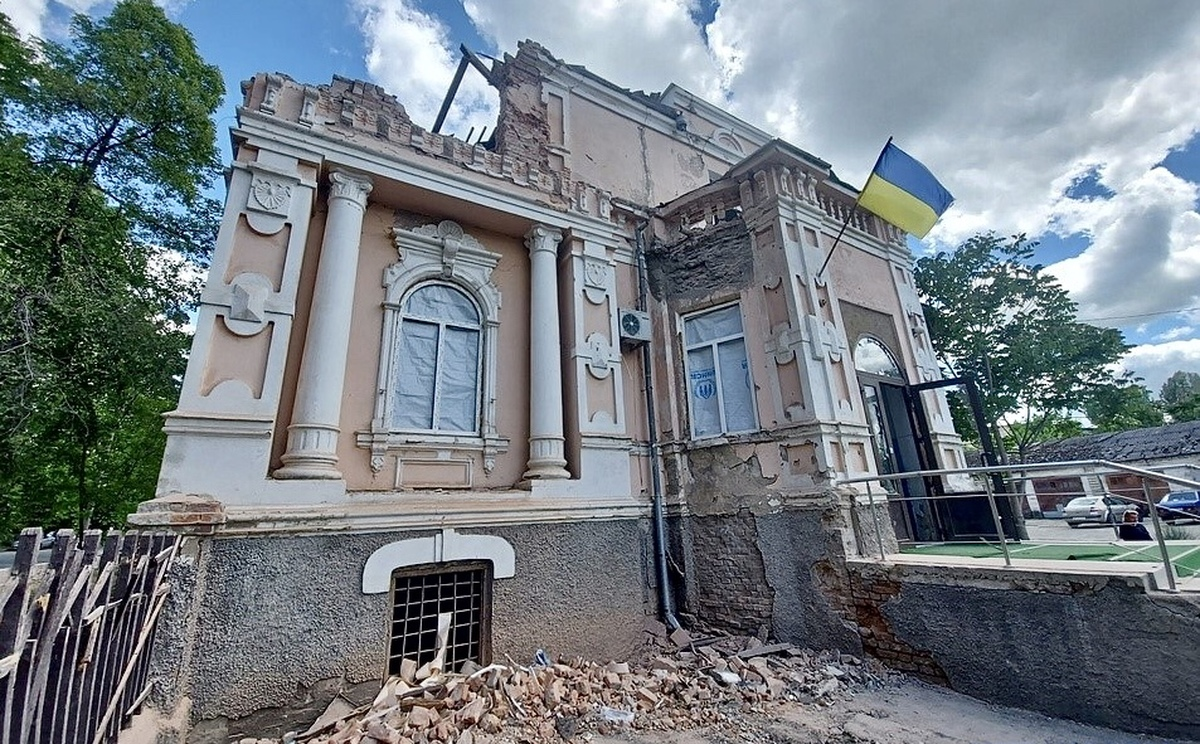
Будівля Оріхівської міської ради (садиба Генріха Янцена), пошкоджена обстрілом 21 травня

За підтримки авіації та артилерії ворог вів штурмові дії в районах населених пунктів Липове, Василівка, Мар'їнка та Новомихайлівка Донецької області, успіху не мав.
Завдано ракетних ударів по об'єктах в Житомирській та Полтавській областях, авіаційних ударів по об'єктах цивільної інфраструктури в районах н.п. Врубівка Луганської області та Бахмут і Микільське Донецької області. Ворог обстріляв н.п. Семенівка, Блешня, Гірськ Чернігівської області, райони н.п. Чорноглазівка, Прудянка, Дементіївка, Тернова, Велика Комишуваха та Довгеньке Харківської області.
На Новопавлівському та Запорізькому напрямках — обстріли цивільної інфраструктури в районах населених пунктів Времівка Донецької області, Ольгівське, Затишшя, Гуляй-Поле, Оріхів, Новоданилівка та Кам'янське Запорізької області.
Президент Володимир Зеленський в інтерв'ю заявив, що вихід на кордони 24 лютого вважатиме перемогою.

### 22 травня
На Лиманському напрямку ворог обстріляв н.п. Лиман, Закітне, Озерне та Діброва.
На Сєвєродонецькому напрямку противник вів бойові дії в районі н.п. Прудівка та н.п. Олександрівка.
На Бахмутському напрямку окупанти вели бойові дії в районі н.п. Тошківка, Комишуваха, Трипілля та Василівка.
На Авдіївському, Курахівському, Новопавлівському та Запорізькому напрямках фіксується зниження інтенсивності ведення бойових дій.
Повторний повітряний удар по Малину, по Вільнянському району Запорізької області, Павлоградському району Дніпропетровської області.
В Енергодарі в результаті вибуху у під'їзді житлового будинку поранено проросійського «голову адміністрації» міста і двох його охоронців.
Візит до Києва Президента Польщі Анджея Дуди.

### 23 травня

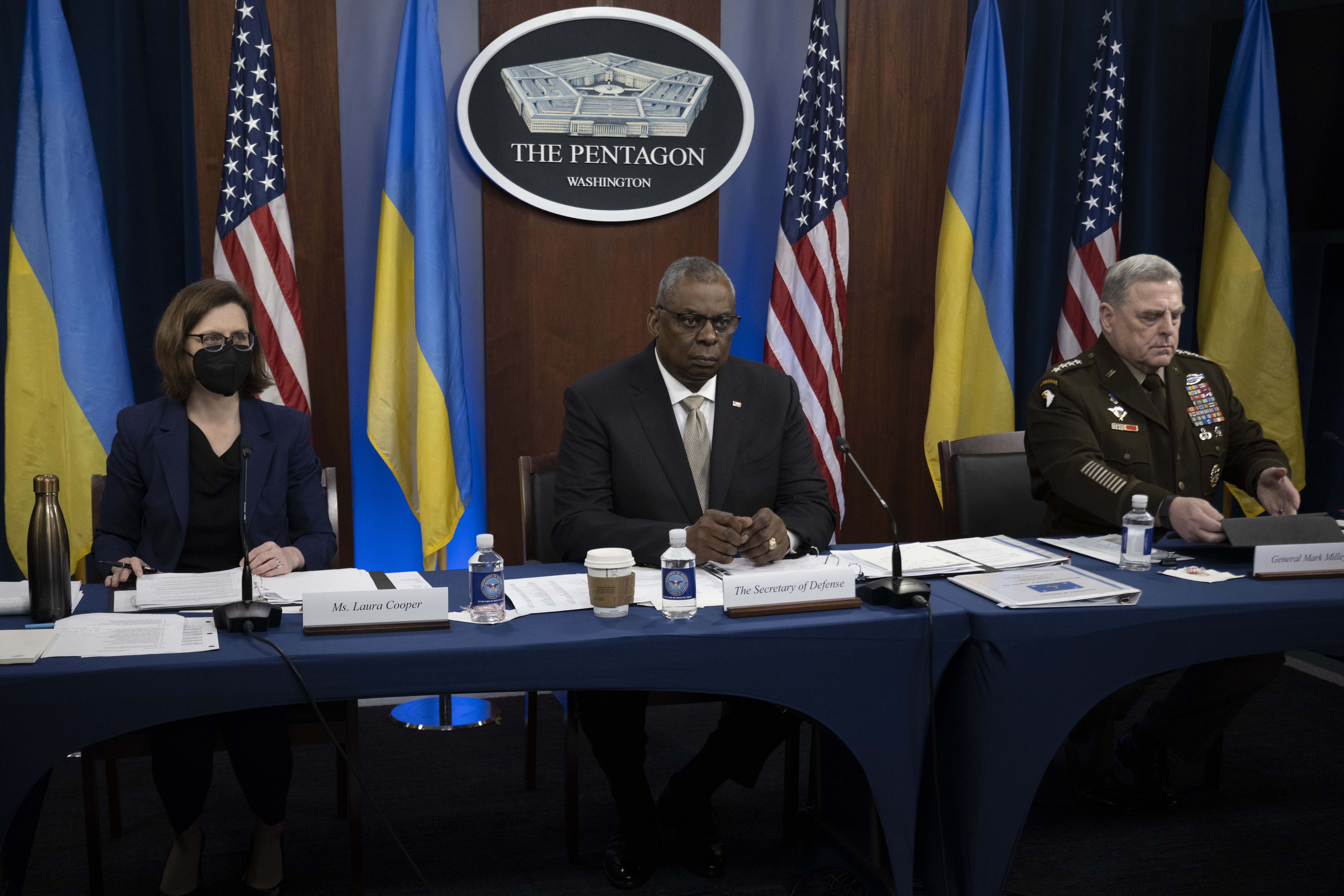
Засідання Контактної групи з питань оборони України

Штурм Тошківки, Устинівки, Лимана. Бої з метою закріплення на західній та північній околицях н.п. Тернова на північ від Харкова.
На Бахмутському напрямку ворог покращив тактичне положення у районі н.п. Василівка.
Ракетні удари по Коростеню, залізничній інфраструктурі в районі Павлограда і Петропавлівки. Обстріли Харкова, Зеленодільської громади. Авіаудар по позиціях ЗСУ в районі м.Білопілля Сумської області.
Солом'янський районний суд Києва оголосив перший вирок російському військовому: сержанту Збройних сил РФ Вадиму Шишимаріну, який вбив цивільного українця на Сумщині — довічне ув'язнення.

### 24 травня
Українські війська з метою уникнути оточення залишили Світлодарськ на Донеччині. Атака в районі н.п.Тернова під Харковом, Пасіка під Ізюмом, Лиман, Сєвєродонецьк. Російські ДРГ прориваються на трасу Бахмут-Сєвєродонецьк. Загроза оточення ЗСУ в Лисичанську-Сєвєродонецьку і в районі Золотого.
На Бахмутському напрямку противник вів наступальні дії в районі Комишувахи, Яковлівки і Троїцького.
На Авдіївському напрямку ворог не припиняє мінометні та артилерійські обстріли позицій Сил оборони і цивільної інфраструктури в районах населених пунктів Авдіївка, Піски, Мар’їнка, Оріхів та Новосілка. Застосував штурмову та армійську авіацію в районах Кам’янки, Авдіївки і Новомихайлівки.
Обстріли Зеленодільської громади, прикордонних сіл Сумської області, міст Донбасу.

### 25 травня
Бої в Лимані, на околицях Сєвєродонецька. Атаки росіян в напрямку Устинівки (район Сєвєродонецька); на Бахмутському напрямку - на Комишуваху, Липове і Нагірне; на Авдіївському напрямку - в районах Красногорівки, Кам’янки, Авдіївки та Пісків; на Новопавлівському напрямку - в районі н.п. Золота Нива; на Миколаївському напрямку - в районі н.п. Таврійське; на Криворізькому напрямку - в районі н.п. Миколаївка.
Ракетний удар по Запоріжжю, Мерефі, Кривому Рогу.
Обстріли Апостолового, с.Кошове, Миколаєва;  н.п. Бачівськ і Краснопілля Сумської області та н.п. Заріччя Чернігівської області; н.п. Тернова, Балаклея, Циркуни, Дергачі, П'ятихатки, Слатино та Черкаські Тишки на північ від Харкова; на південь від Ізюма - райони н.п. Чепіль, Довгеньке, Курулька, Богородичне та Студенок. На Запорізькому напрямку противник обстріляв з артилерії райони н.п. Новопіль, Чарівне, Оріхів та Кам’янка; на Криворізькому напрямку - райони н.п. Осокорівки, Трудолюбівки і Добрянки.

### 26 травня
Атака на с.Богородичне під Святогорськом. Окупанти закріплюються в Лимані.
На Сєвєродонецькому напрямку противник веде наступ у напрямках н.п. Сєвєродонецьк (на околицях), Устинівка та Борівське.
На Бахмутському напрямку російські окупанти ведуть наступ на н.п. Комишуваха, Ниркове, Берестове та Білогорівка, успіху не мають. У напрямках Покровського та Клинового ворог має частковий успіх, оволодів н.п. Мідна Руда.
Обстріли в районі Озерного під Лиманом. Обстріли Харкова: 8 загиблих і 17 поранених.
При спробі російських окупантів захопити Київ загинуло 120 жителів столиці, ще 300 було поранено, повідомив мер Києва Віталій Кличко.
Ізраїль відхилив прохання США дозволити Берліну постачати Україні протитанкові ракети Spike, вироблені в Німеччині за ізраїльською технологією та ліцензією.

### 27 травня
Ворог зазнав значних втрат та відступив в районах н.п. Новопіль та Новодарівка (район Великої Новосілки).
На Слов’янському напрямку ворог намагався наступати в районі с.Пасіка.
На Сєвєродонецькому напрямку російські окупанти атакували у районах н.п. Щедрищеве, Борівське і Тошківка. Бої на околицях Сєвєродонецька, обстріли міста.
На Бахмутському напрямку ворог намагався атакувати в районах н.п. Берестове, Білогорівка, Нагірне, Василівка, Комишуваха та Відродження. На Миколаївщині окупанти невдало атакували Любомирівку
Ракетний удар по полігону НГУ у м.Підгородньому (попередньо 10 загиблих і 35 поранених), по Краматорську. Обстріли Миколаївки.
Авіаудари в районах Довгенького, Діброви, Сіверська; на Авдіївському напрямку - в районах  в районах Яковлівки, Авдіївки, Веселого і Кам’янки, на Запоріжжі - в районах Малої Токмачки та Оріхова.
На північ від Харкова обстріляно, зокрема, цивільну інфраструктуру в районах н.п. Тернова, Прудянка, Руські Тишки, Кутузівка, Варварівка, Петрівка, Михайлівка, Коробочкіно, Люботин, Чугуїв; на Слов'янському напрямку - Студенок, Святогірськ, Богородичне, Карнаухівка і Вірнопілля; На Лиманському напрямку - Озерне та Діброва; на Авдіївському напрямку - Новобахмутівка, Мар'їнка,  Новоселівка Друга, Веселе, Авдіївка, Піски та Красногорівка; на Курахівському напрямку - в районах Мар’їнки, Мисливського і Павлівки; на Новопавлівському та Запорізькому напрямках обстріляв цивільну інфраструктуру в районах н.п. Времівка, Полтавка, Червоне, Гуляйполе, Оріхів, Кам’янське; на Південнобузькому напрямку - Чорнобаївка, Осокорівка, Нововоронцовка, Благодатне, Зоря і Таврійське.
За даними міністра оборони України, на передовій вже успішно працюють три види 155-мм артилерії, наданої союзниками – гаубиця М777, гаубиця FH70, САУ CAESAR.
Зупинено Слов'янську ТЕС.
Собор Української православної церкви Московського патріархату ухвалив рішення, які мають закріпити «повну самостійність та незалежність» УПЦ МП від російської церкви, та висловив незгоду з позицією патріарха Кирила, який публічно схвалює російське вторгнення в Україну.
Адміністрація президента США Джо Байдена схвалила відправку в Україну РСЗВ великої дальності (але з обмеженнями).

### 28 травня
На Харківському напрямку противник намагається оборонятися, обстрілював інфраструктуру в районах н.п. Черкаські Тишки, Руські Тишки, Петрівка і Тернова.
На Слов’янському напрямку ворог здійснював артилерійські обстріли інфраструктури в районах н.п. Гусарівка, Велика Комишуваха, Богородичне, Святогірськ та інших. Силами армійської авіації продовжив завдавати авіаударів в районі Довгенького.
На Донецькому напрямку противник веде наступальні дії. На Лиманському напрямку застосував штурмову авіацію поблизу Діброви. Намагається закріпитись в районі м.Лиман.
На Сєвєродонецькому напрямку росіяни атакували Сєвєродонецьк і Борову.  Завдав авіаційних ударів в районі Устинівки.
На Бахмутському напрямку ворог проводив  штурмові дії в районах н.п. Володимирівка, Василівка, Комишуваха та Миронівка, завдав авіаударів поблизу Яковлівки.
На Авдіївському напрямку, за підтримки артилерії, противник намагався наступати в районах населених пунктів Кам’янка та Веселе.
На Курахівському, Новопавлівському та Запорізькому напрямках — обстріли цивільної інфраструктури по лінії зіткнення.
На Південнобузькому напрямку ворог зайняв оборону в районі с.Костромка; здійснив обстріли в районах н.п. Лимани, Степова Долина, Луч, Партизани, Червоний Яр, Трудолюбівка та інших.
Ракетні удари по Миколаєву, Лисичанську, Путивлю, Кривому Рогу.
Обстріли Сумщини: Зноб-Новгородської громади, Есманської громади, Бачівська; Зеленодольської громади на Дніпропетровщині.

### 29 травня
Повідомляється, що ЗСУ відкинули окупантів з траси на Сєвєродонецьк і відновили постачання міста. Також повідомляється про контрнаступ ЗСУ в Херсонській області в районах н.п. Давидів Брід, Костромка. Бої в Сєвєродонецьку.
Ракетний удар по Миколаєву. Обстріли прикордонних районів Сумщини у напрямку Бояро-Лежачов.

### 30 травня
Бої в районі Лимана, Тошківки, в Сєвєродонецьку. На Бахмутському напрямку ворог вів бойові та штурмові дії в районах н.п. Золоте, Комишуваха, Ниркове, Берестове, Покровське, Доломітне. Повідомлено про залишення противником с.Миколаївка на північному заході Херсонської області.

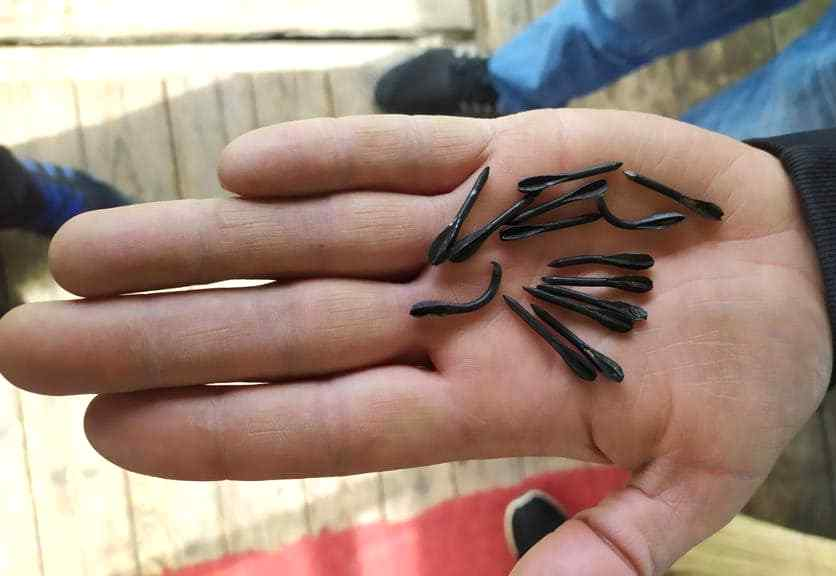
Флешети, якими російська армія обстріляла Сумську область 30 травня

Ракетні удари по Мерефі, Затоці. На Запорізькому напрямках противник завдав авіаударів по цивільній інфраструктурі в районах н.п. Мала Токмачка, Новоандріївка. Обстріли Зеленодільської і Апостолівської громад, Сумської області (Бачівськ). На Харківському напрямку ворог обстріляв райони н.п. Терни, Лозова, Протопопівка, Рудневе, Соколівка та інших; на Слов’янському напрямку - райони н.п.  Довгеньке, Вірнопілля, Грушуваха та Велика Комишуваха; на Південнобузькому напрямку - райони н.п. Олександрівка, Прибузьке, Посад-Покровське, Новогригорівка, Осокорівка, Князівка та Трудолюбівка. На Донбасі всього обстріляно 46 населених пунктів.
Kalush Orchestra продали переможний мікрофон Євробачення-2022 за $900 тис. Всі отримані кошти витратять на комплекс безпілотників PD-2 для української армії.
1-й день саміту ЄС у Брюсселі: узгоджено часткову заборону на імпорт нафти з Росії, Україні виділять 9 млрд євро, заявку Києва на членство в ЄС розглянуть у червні, Брюссель «непохитний у прагненні допомогти Україні» захиститися від агресії РФ.

### 31 травня

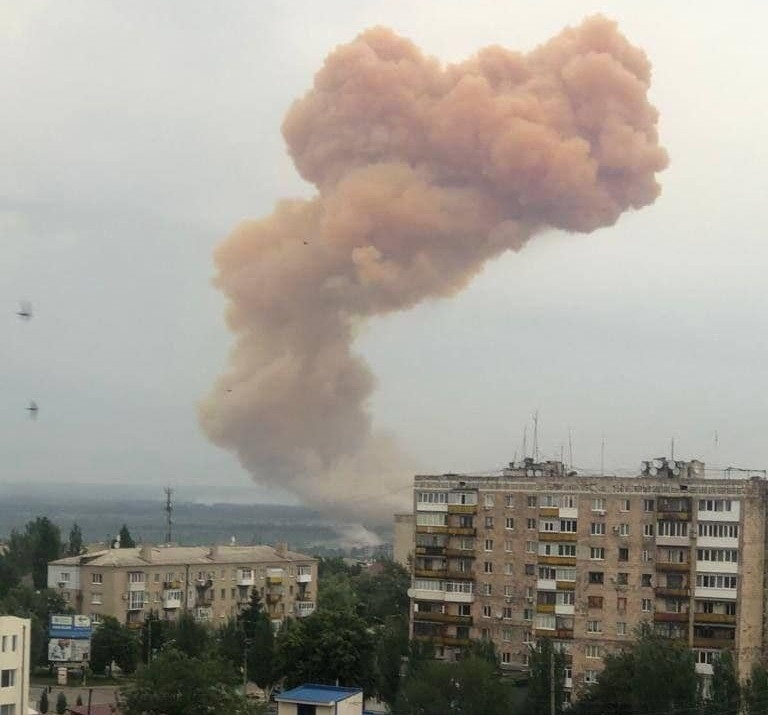
Наслідки удару по хімзаводу в Сєвєродонецьку

Активні бої в Сєвєродонецьку, де окупантам вдалося захопити близько половини міста, і на підступах до Бахмута. Певні успіхи ЗСУ в районі с.Давидів Брід на Херсонщині.
Ракетні удари по Слов'янську. Авіаудари в районі н.п. Давидів Брід  і по об'єктах в Сумській області
Обстріли Зеленодільської громади на Дніпропетровщині.

## Підсумки травня 2022
ЗСУ перейшли в контрнаступ Харківській області ( де відновлено контроль над низкою н.п. на північ від Харкова), у той час як росіяни перемістили основні свої зусилля на Луганський напрямок, де в районі Попасної, Кремінної, Лимана, Сєвєродонецька та Торського тривали запеклі бої.
Ракетні удари по об'єктам по всій території України. Обстріли прикордонних районів Сумської області, інших прифронтових районів.
Росіяни намагаються закріпитися на о. Зміїний, розмістити там засоби ППО.
З Азовсталі евакуйовано близько 300 цивільних осіб (1-7 травня).
08.05 — ЗСУ відступили з Попасної.
14.05 — захоплення Рубіжного.
16-20.05 останні захисники Маріуполя виходять з Азовсталі і потрапляють у полон.
24.05 — Українські війська з метою уникнути оточення залишили Світлодарськ на Донеччині.
26.05 — Окупанти закріплюються в Лимані.
З 25.05 — бої в Сєвєродонецьку
29.05 — контрнаступ ЗСУ в Херсонській області в районах н.п. Давидів Брід, Костромка.
Повідомлено про відновлення роботи у Києві посольств США та Канади.
Президент США Джо Байден підписав закон про ленд-ліз для України (09.05).
Фінляндія і Швеція вирішують приєднатися до НАТО.
Щодо подальших подій див. Хронологія російського вторгнення в Україну (червень 2022)